# Postal
Postal (рус. По́стал) — компьютерная игра, которая представляет собой изометрический шутер с видом сверху, разработанный компанией Running with Scissors и изданный Ripcord Games в 1997 году. Сиквел оригинальной игры, Postal 2, был выпущен в 2003 году. Два дополнительных продолжения, Postal III и Postal 4: No Regerts, были выпущены в 2011 и 2022 годах соответственно. Скандальный немецкий кинорежиссер Уве Болл купил права на экранизацию серии и снял одноименный фильм. В России игра была официально издана в 2001 году компанией Акелла под названием Postal Plus, включающая в себя дополнение Special Delivery. Ремейк игры, Postal Redux, был выпущен для Microsoft Windows 20 мая 2016 года, а позже был выпущен для цифровых магазинов PlayStation 4 и Nintendo Switch. В конце 2016 года исходный код игры был выпущен в общий доступ под лицензией GNU GPL-2.0-only. 14 июля 2020 года Postal стала навсегда бесплатной в Steam и GOG.
Название Postal (с англ. — «почтовый») было взято из американского неологизма «going postal», который, в свою очередь, отсылал к убийствам, совершённым сотрудниками Почтовой службы США.

## Основная информация
Postal представляет собой изометрический боевик, хотя некоторые уровни представлены видом сверху. Игровой процесс и интерфейс во многом похожи на большинство шутеров того времени, однако обладают некоторыми особенностями:
- Движение происходит относительно ориентации персонажа в пространстве. Поэтому игрок должен всегда помнить, в какую сторону обращено лицо персонажа, что не всегда удобно, учитывая маленькие трехмерные фигурки людей на вручную нарисованных изометрических картах.
- В игре восемь слотов под оружие с фиксированным числом боеприпасов. Самое первое оружие, автомат, является самым слабым, но имеет неограниченный боезапас. Также с ним можно бегать и стрелять одновременно, в отличие от остального оружия, ограничивающего движение при его использовании.
- В отличие от большинства квестов, цель каждой миссии в этой игре — уничтожить определенный процент вооруженных людей на игровой локации. Не возбраняется убийство мирных жителей и животных. Раненых людей можно добивать. В случае, если положение безвыходное, главный герой имеет возможность выстрелить себе в голову.

## Сюжет
Человек, которого называют просто «Чувак», был выселен из своего дома. Он считает, что ВВС США выпускают агента с воздуха в его город Парадайз, и что он единственный человек, которого не затронула последовавшая за этим «чума ненависти». Он пробивается из своего дома на базу ВВС через различные места, включая гетто, строительную площадку, трейлерный парк, свалку и страусиную ферму. В ходе игрового процесса можно услышать голос в голове главного героя (озвученный Риком Хантером), который насмехается над своими жертвами через загадочную нелепость, часто посредством последовательных убийств или при переключении через арсенал игрока.
После рейда на базу ВВС показано, как он пытается устроить резню в начальной школе. Несмотря на все его усилия, его оружие не действует на детей. Страдая от душевного срыва среди невинного смеха, он оказывается запертым в психиатрической больнице, а адские образы покрывают экран: тело, скованное цепями в коридоре, главный герой в смирительной рубашке, свернувшись в позе эмбриона; крупный план его лица (хотя и закрытого повязками) и двери его камеры под номером 593. Бестелесный голос, возможно, психолога, дает отчет о психическом состоянии главного героя: он предполагает, что стресс городской жизни мог быть первопричиной его ярости, прощупывая его, чтобы он " сходил с ума". Отсутствие каких-либо упоминаний о военном вмешательстве в жизнь гражданского населения убедительно свидетельствует о том, что убийства Почтового Чувака были результатом его собственных параноидальных иллюзий. На фоне искаженного звука психолог делает заключительное замечание: "Возможно, мы никогда не узнаем точно, что подтолкнуло его на это, но будьте уверены, у нас будет достаточно времени, чтобы изучить его». По завершении титров можно услышать маниакальное кудахтанье, когда экран становится черным.
Из-за разногласий вокруг выпуска игры, а также из-за многочисленных, не связанных между собой перестрелок в американских школах в последующие годы, ремейк финала игры 2016 года была изменена. Вместо видения начальной школы игрок становится свидетелем захоронения неизвестного человека в разлагающемся поле, хотя можно предположить, что это его собственное. Завершение игры на самой высокой сложности включает в себя неизвестных мужчину и женщину, оплакивающих могилу, когда она спускается. Оба исхода вызывают схожий психический срыв и одинаковую кат-сцену убежища, хотя и состоящую из анимированных кадров поверх обложек неподвижных изображений оригинальных выпусков.

## История

### Разработка
Postal был разработан компанией Running with Scissors и опубликована Ripcord Games в 1997 году для Windows и MacOS.

### Выход игры
В 2000 году была выпущена японская версия Postal под названием Super Postal с японскими голосами и двумя эксклюзивными уровнями, "Токио" и "Осака". Эти уровни оставались эксклюзивными для Super Postal до выхода Postal Redux в 2016 годy.
Postal: Special Delivery, дополнение к оригинальной игре Postal, было выпущено 28 августа 1998 года и включало четыре новых уровня и различных новых персонажей и голоса. Один из уровней, в частности, был создан в пародии на Wal-Mart и начинался с того, что демон Чувака укорял магазин за то, что тот не продает Postal, что предвещает нестандартный юмор, появившийся в Postal 2.
Переиздание игры под названием Postal Plus, вышедшее в марте 2001 года, включало дополнение "Special Delivery". В том же году игра была перенесена на Linux компанией Loki Entertainment.
В 2002 году Postal Plus (в Европе известная как Postal: Classic and Uncut) объединила в себе Postal и расширение Special Delivery, а в розничные копии также вошла демоверсия Postal 2.
14 февраля 2022 года независимый издатель Wave Game Studios объявил, что 2 июня выйдет порт игры на Sega Dreamcast, официально лицензированный компанией Running with Scissors.

### Переиздание в цифровой дистрибуции
Postal Plus была выпущена на цифровом дистрибьюторе GOG.com в 2009 году, а несколько лет спустя - на Steam. В 2013 году она была обновлена с поддержкой широкоэкранных разрешений и современного оборудования. Однако многопользовательский компонент и редактор уровней были удалены. В 2015 году в игру была добавлена полная поддержка контроллера приставки Xbox 360.

### Открытый исходный код
В 2015 году разработчики объявили, что выпустят исходный код игры, "если кто-то пообещает портировать ее на Dreamcast". В июне 2016 года разработчики передали исходный код разработчику сообщества, который портировал игру на Linux для портативной консоли OpenPandora. 28 декабря 2016 года исходный код был опубликован на Bitbucket под лицензией GNU GPL-2.0-only.

### Название
Название игры произошло от американской идиомы «going postal», возникшей после серии убийств почтовыми работниками своих сослуживцев в период с 1986 по 1997 год. Первым убийцей был Патрик Шеррилл из города Эдмонд, Оклахома, который расстрелял четырнадцать сослуживцев, ранил ещё шестерых, а затем покончил с собой.
Во время разработки игры студия «Running With Scissors» получила официальное письмо-протест от начальника почтовой службы США, которое незамедлительно использовала в рекламной кампании своего проекта.

## Дополнительная информация
Вся серия игр по вселенной Postal содержит большое количество ненормативной лексики и разного рода неприглядных зрелищ.
Перед каждым уровнем мы видим записи из дневника главного героя.
22 марта 2013 года Postal была добавлена в Steam со всеми дополнениями. Также в игру были добавлены 27 достижений, которых до этого в ней не было.

## Критика
| Сводный рейтинг         | Сводный рейтинг |
| Агрегатор               | Оценка          |
| ----------------------- | --------------- |
| Metacritic              | 56/100          |
| Иноязычные издания      |                 |
| Издание                 | Оценка          |
| GameRevolution          | B-              |
| GameSpot                | 6,6/10          |
| Next Generation         | [ 19 ]          |
| Computer Games Magazine | [ 20 ]          |

Оригинальный Postal получил смешанные отзывы от критиков и игроков, но несмотря на это, игра стала культовой.
NPD Techworld, фирма, отслеживавшая продажи в Соединенных Штатах, сообщила о 49 036 проданных копий игры Postal к декабрю 2002 года. Летом 2018 года, благодаря уязвимости в защите Steam Web API, стало известно, что точное количество пользователей сервиса Steam, которые играли в игру хотя бы один раз, составляет 258 861 человек.
Next Generation сделал обзор PC-версии игры, оценив ее в четыре звезды из пяти, и заявил: "В целом, Postal - это игра, которая не открывает абсолютно ничего нового, но ее остроумный шутер складывается в шутер уровня выше среднего, который вносит свой вклад в жанр".
На Metacritic она получила лишь 56/100 баллов, что указывает на смешанные отзывы. Марк Ист из GameSpot поставил игре оценку 6,6/10 и прокомментировал: "Отсутствие долговечности в однопользовательском режиме и упрощенные многопользовательские опции делают Postal в лучшем случае умеренно веселым развлечением." По поводу агрессивного характера Чувака Ист прокомментировал фразы Чувака из его дневника, которые указывают на то, что "что-то не совсем в порядке в голове Чувака".
В ретроспективе рецензент GamingOnLinux Хэмиш Пол Уилсон поставил игре 7/10, отметив, что "нельзя отрицать, что у Postal есть некоторые недостатки даже по сравнению с некоторыми другими играми, которые были выпущены примерно в то же время, что и она, и время определенно не было очень добрым к самой игре. Но концепции, которые исследует игра, идеи, которые она высказывает, и большая часть их фактической реализации настолько интересны и убедительны, что все еще можно просмотреть многие из этих недостатков и увидеть скрытую жемчужину, которая лежит под ними".
Рецензент из Pyramid (март или апрель 1998) заявил: "Многие люди считают, что предпосылка игры больна. Что ж, так оно и есть. Но именно это и делает ее веселой. Здесь нет поиска секретных, потерянных сокровищ. Нет часов, отбивающих время, когда вы отчаянно пытаетесь спасти мир. Здесь нет инопланетных космических кораблей или фантастических способностей. Здесь просто старое доброе, психотическое насилие - то, что наши развлекательные средства массовой информации уже много лет показывают нам в прайм-тайм".

## Дополнения и продолжения
- В 1998 году было выпущено дополнение под названием Special Delivery (рус. Спецдоставка), которое представляло новые локации, новых персонажей, звуковое оформление, режимы игры (совместный и откорректированный deathmatch).
- В 2001 году студия Loki Software издала адаптацию оригинального Postal и дополнения Special Delivery с другим цветом костюма главного героя для платформы Linux под названием Postal Plus.
- В 2003 году вышел сиквел — Postal 2, 3D-шутер от первого лица.
- В 2004 году вышло дополнение и продолжение Postal 2 под названием Postal 2: Apocalypse Weekend.
- В 2005 году вышло дополнение и спин-офф Postal 2 под названием Postal 2: Штопор жжот.
- В 2011 году вышло продолжение второй игры под названием Postal III, представляющий собой 3D-шутер от третьего лица, однако из-за негативных отзывов сейчас позиционируется, как спин-офф.
- В 2015 году вышло дополнение Postal 2 под названием Postal 2: Paradise Lost, являющееся официальным продолжением Postal 2 и Postal 2: Apocalypse Weekend.
- В 2016 году вышла игра Postal Redux — ремейк Postal на движке Unreal Engine 4. Код оригинальной игры был открыт[29].
- В 2019 году вышла игра Postal 4: No Regerts - "истинное продолжение Postal 2" на движке Unreal Engine 4, которое в 2019 году было выпущено в раннем доступе.[30].
- В 2022 году вышел спин-офф под названием Postal: Brain Damaged.

## Postal Redux (2016)
Компания Running with Scissors разработала ремейк игры Postal под названием Postal Redux, используя движок Unreal Engine 4. Проект был анонсирован как Postal Redux в ноябре 2014 года, затем планировалось выпустить игру в 2015 году для Linux, macOS и Microsoft Windows. Помимо этих платформ, Running with Scissors объявила о выходе Postal Redux для PlayStation 4 в феврале 2016 года. Версия для Microsoft Windows вышла 20 мая 2016 года, а версии для Linux, macOS и PlayStation 4 были запланированы на более поздний срок. Версия для PlayStation 4 была отменена в июне 2017 года, при этом Ярет Шахтер из Running with Scissors обвинил в этом отсутствие хороших продаж версии для ПК. MD Games портировала Postal Redux на Nintendo Switch, выпустив ее через Nintendo eShop 16 октября 2020 года. Компания также выпустила версию для PlayStation 4, которая вышла 5 марта 2021 года.